# Karl Friedrich Stumpf-Brentano
Karl Friedrich Stumpf-Brentano (* 13. August 1829 in Wien; † 12. Jänner 1882 in Innsbruck) war ein österreichischer Historiker.

## Leben
Seit 1862 war er mit Maria Magdalena, geb. Brentano (1841–1919), der Tochter von Louis Brentano, deren Familiennamen er ab 1873 seinem Namen beifügen durfte, verheiratet. Nach Besuch des Piaristengymnasiums in Totis studierte er Jura an der Universität Olmütz und in Wien (1850/1851), wo er zum Studium der Geschichte wechselte. 
Nach einem Urkundenstudium in Berlin ging er zu Johann Friedrich Böhmer nach Frankfurt am Main, wo er sich mit der Geschichte städtischer Privilegien befasste. Von 1856 bis 1859 lehrte er als außerordentlicher Professor für österreichische Geschichte an der Rechtsakademie in Preßburg und wurde dann unter Belassung des Professorentitels für wissenschaftliches Arbeiten beurlaubt. Ab 1861 lehrte er als Ordinarius für allgemeine Geschichte und historische Hilfswissenschaft an der Universität Innsbruck.
Er war korrespondierendes Mitglied der Königlich Bayerischen Akademie der Wissenschaften, Mitglied der Accademia degl'Intronati in Siena, der Gesellschaft der Wissenschaften in Göttingen und der Wiener Akademie der Wissenschaften.
Er war 1875 bis 1882 Mitglied der Zentraldirektion der Monumenta Germaniae Historica (delegiert an die Wiener Akademie).

## Schriften (Auswahl)
- Zur Kritik deutscher Städte-Privilegien im XII. Jahrhundert. Wien 1860.
- als Herausgeber: Acta Maguntina seculi XII. Urkunden zur Geschichte des Erzbisthums Mainz im zwölften Jahrhundert aus den Archiven und Bibliotheken Deutschlands. Innsbruck 1863, OCLC 1039807578.
- als Herausgeber: Die Reichskanzler vornehmlich des X., XI. und XII. Jahrhunderts. Nebst einem Beitrage zu den Regesten und zur Kritik der Kaiserurkunden dieser Zeit. Innsbruck 1865, OCLC 1039807578.
- als Herausgeber: Die Wirzburger Immunitaet-Urkunden des X. und XI. Jahrhunderts.
  - Ein Beitrag zur Diplomatie. Mit 3 Facsimile-Tafeln. Innsbruck 1874, OCLC 1015136717.
  - Eine Antikritik. Innsbruck 1876, OCLC 246168522.